# Љубомир Јовановић (потпуковник)
Љубомир Јовановић звани Патак (1908-1988) је био официр Југословенске војске, а током Другог светског рата командант Тимочког корпуса, затим начелник Шифрантског и Обавештајног одељења Врховне команде Југословенске војске у Отаџбини.

## Биографија
Априлски рат 1941. године га је затекао у чину капетана или мајора Југословенске војске. Током 1942. био је командант Српске државне страже у Зајечару, у склопу кампање легализације четника у зиму 1941/42. године, док трају неповољни временски услови за боравак у планинама. Од 1942. до марта 1945. године је био командант Тимочког корпуса Југословенске војске у Отаџбини.
Крајем 1944. године, са главнином Југословенске војске у Отаџбини одлази на пут Босанске голготе са око 600 људи.
Од марта 1945. године је био начелник Шифрантског и Обавештајног одељења Врховне команде. Јовановић је успео да емигрира у Француску, где је остао до смрти.
На суђењу 1946. године, генерал Драгољуб Михаиловић је Јовановића оценио као врло моралног официра.